# L'Énigmatique Monsieur D
Pour plus de détails, voir Fiche technique et Distribution.
L'Énigmatique Monsieur D (Foreign Intrigue) est un film d'espionnage américain réalisé par Sheldon Reynolds, sorti en 1956, avec Robert Mitchum, Geneviève Page et Ingrid Thulin dans les rôles principaux.

## Synopsis
En villégiature sur la Côte d'Azur, le riche homme d'affaires Victor Danemore (Jean Galland) meurt subitement. Travaillant pour Danemore et présent au moment de sa mort, l'agent de publicité Dave Bishop (Robert Mitchum) est intrigué par le mystérieux passé de son ancien employeur. Il découvre que celui-ci était un maître-chanteur. En pleine guerre froide, il suit alors ses traces en France, en Suède et en Autriche.

## Fiche technique
- Titre : L'Énigmatique Monsieur D
- Titre original : Foreign Intrigue
- Réalisateur : Sheldon Reynolds
- Assistant réalisateur : Hans Abramson, Michel Wyn, Tom Younger
- Scénario : Sheldon Reynolds, Harold Jack Bloom et Gene Levitt d'après la série télévisée Foreign Intrigue (en)
- Photographie : Bertil Palmgren (sv)
- Photographe de plateau : Léo Mirkine
- Musique : Paul Durand
- Montage : Lennart Wallén
- Décors : Maurice Petri
- Producteur : Sheldon Reynolds
- Société de production : Sheldon Reynolds Productions
- Pays de production : États-Unis
- Format : Couleur
- Genre cinématographique : film d'espionnage, thriller
- Durée : 100 minutes
- Date de sortie :
  - États-Unis : 12 juillet 1956
- Affiche : André Bertrand (France)

## Distribution
- Robert Mitchum (VF : Roger Tréville) : Dave Bishop
- Geneviève Page (VF : Nadine Alari) : Dominique Danemore
- Ingrid Thulin (VF : Martine Sarcey) : Brita Lindquist
- Frédéric O'Brady (VF : Lui-même) : Jonathan Spring
- Eugene Deckers (VF : Marc Cassot) : Pierre Sandoz
- Inga Tidblad (VF : Jacqueline Porel) : Mrs. Lindquist
- Lauritz Falk (sv) (VF : Jean-Henri Chambois) : Jones
- Frederick Schreicker (VF : Raymond Rognoni) : Karl Mannheim
- Georges Hubert (VF : Lui-même) : Dr. Thibault
- Peter Copley (en) (VF : Pierre Gay) : Brown
- Lily Kann (en) : la gouvernante
- Ralph Brown (VF : Jean-Claude Michel) : Smith
- Milo Sperber (en) (VF : Maurice Nasil) : sergent Baum
- Jim Gérald (VF : Lui-même) : le propriétaire du café
- Jean Galland : Victor Danemore
- John Starck : Starky
- Gilbert Robin : Dodo
- John Padovano : Tony
- Robert Le Béal : Charles
- Valentine Camax : une femme de ménage
- Albert Simmons (VF : Hubert Noël) : l'homme au bureau d'information

Et, parmi les acteurs et actrices non crédités :
- Lars Kåge (sv)
- Sylvain Lévignac
- Jimmy Perrys
- Ulla Sjöblom (sv)

## Autour du film
- Il s'agit d'une adaptation au cinéma de la série télévisée américaine Foreign Intrigue (en) produite de 1951 à 1956.
- Certaines scènes ont été tournées à Nice, à la villa Les Palmiers.